# 新巴46X線
新巴46X線是香港一條已停駛的巴士路線，只在平日早上繁忙時間提供服務，循環來往田灣及灣仔（會議展覽中心），途經華貴邨（去程）、薄扶林、山道天橋（去程）／西營盤（回程）、林士街天橋及中環（干諾道中，只限回程設站）。

## 歷史
- 1982年3月15日，本線前身，中巴79M線（田灣至中環地鐵站）投入服務。
- 1992年5月9日，田灣邨重建後，中巴把79M總站遷往華貴，並改稱43。
- 1998年9月1日，中巴專營權結束，改由新巴接辦。
- 2001年5月20日，本線投入服務，取代同日取消的新巴4X（第一代）及43線，來往田灣及灣仔碼頭，來回程行經華貴、華富、上環及中環。
- 2003年3月1日起，大幅調低分段收費及增設多個分段收費，以圖增加乘客量。
- 2003年香港爆發非典型肺炎，本線一度暫停晚間及假日服務，直至疫情受控才逐漸恢復，但班次受到削減。
- 2004年12月19日起，配合南區路線重組，不再經華富邨，來回程改經林士街天橋，祇在回程才停中環，為田灣及薄扶林道沿線居民提供特快來往灣仔的服務，並祇於平日早上往灣仔方向才繞經華貴邨。
- 2006年8月6日，修改部份行車路線，在駛至干諾道中（東行）後，改經夏愨道、告士打道、菲林明道前往港灣道（西行），然後返回夏愨道西行原有路線，並修改繞經華貴邨時段。目前本線是港島區最長的循環巴士路線，全程行車里數達29.5公里。
- 2008年6月8日起，配合新巴路線加價，本線全程車費調整至$6.5。
- 根據 2008-2009年度巴士路線發展計劃 （页面存档备份，存于），運輸署指出由於本線乘客量不足，建議本線於2008年7月取消，但未有實行。
- 2010-2011年度南區路線發展計劃，建議本路線改為祇於平日0600-0900提供循環線服務，其餘時間及假日以43X延長至灣仔（會展中心）取代，已於2010年4月17日起實施。
- 2015年5月17日：配合港鐵西港島綫通車而作出的巴士路線重組計劃，本線取消服務[1]。

## 服務時間（詳細班次）
| 田灣邨開   | 田灣邨開                                      | 灣仔（會展）開（大約） | 灣仔（會展）開（大約）            |
| 日期       | 服務時間                                      | 日期                   | 開出時間                          |
| ---------- | --------------------------------------------- | ---------------------- | --------------------------------- |
| 星期一至五 | 06:00#、06:20#、06:40#                        | 星期一至六             | 08:05、08:20、08:40、09:00、09:20 |
| 星期一至五 | 07:00#、07:15#、07:30#、07:45                 |                        |                                   |
| 星期一至五 | 08:00、08:20、08:40、09:00                    |                        |                                   |
| 星期六     | 06:00#、06:20#、06:40#、07:00#、07:20#、07:40 |                        |                                   |
| 星期六     | 08:00、08:20、08:40、09:00                    |                        |                                   |

- #班次以灣仔港灣道瑞安中心外巴士站為終點站，不會載客返回田灣。

星期日及公眾假期不設服務

## 收費
全程：$6.5
- 瑪麗醫院往灣仔：$5.1
- 香港演藝學院往田灣：$6.5
- 皇后像廣場往田灣：$5.6
- 瑪麗醫院往田灣：$4.2
- 華富道往田灣：$3.2

| - 本線設有12歲以下小童及65歲或以上長者半價優惠。 - 65歲或以上香港居民使用「樂悠咭」，以及12歲以下合資格殘疾兒童使用「殘疾人士身份」個人八達通繳付車資，均可享有每程$2.0或半價（以較低者為準）的票價優惠；12至64歲合資格殘疾人士使用「殘疾人士身份」個人八達通（包括「樂悠咭」），以及60至64歲香港居民使用「樂悠咭」繳付車資，均可享有每程$2.0或全費（以較低者為準）的票價優惠。 - 65歲或以上長者如使用長者或一般個人八達通繳付車資，則只可享有半價優惠；12至64歲合資格殘疾人士如不使用「殘疾人士身份」個人八達通，以及60至64歲人士如不使用「樂悠咭」繳付車資，必須繳付全費。 - 乘客可以現金或八達通於上車時付款，不設找續。 - 每位成人乘客可免費攜帶最多兩名4歲以下而不佔座位的兒童乘客乘車，超額之4歲以下小童必須繳付小童車費乘車。 - 九龍巴士、城巴及龍運巴士全職員工及家屬（不包括外判職員）可免費乘搭本路線，惟必須拍職員或職員家屬八達通。 - 乘客亦可使用AlipayHK「易乘碼」、支付寶、 WeChatHK／微信支付「搭車碼」、銀聯雲閃付「乘車碼」及BOC Pay「乘車碼」、具有感應式支付功能的VISA、Mastercard及銀聯卡，以及Apple Pay、Google Pay及Samsung Pay流動支付平台繳付車資。使用此支付方式的乘客可享有中途下車之分段收費，以及與其他城巴獨營路線或聯營線城巴班次之轉乘優惠，惟不適用於與非城巴路線之轉乘優惠。使用此支付方式的乘客亦不能享有「公共交通費用補貼計劃」及「長者及合資格殘疾人士公共交通票價優惠計劃」。 |

- 往灣仔方向，由田灣起至山道樓站登車的乘客，若需繼續前往皇后像廣場或之後往田灣方向的巴士站，需於瑞安中心站重新繳付車資。

### 八達通轉乘優惠
乘客登上本線後指定時間內以同一張八達通卡轉乘以下路線，或從以下路線登車後指定時間內以同一張八達通卡轉乘本線，次程可獲車資折扣優惠：
46X←→4/4X、30X、43X，須於瑪麗醫院轉乘
- 46X往灣仔 → 4/4X或30X往中環，次程車資全免，轉乘時限為60分鐘
- 4/4X往中環 → 46X往灣仔，次程可獲$3.9折扣優惠，轉乘時限為60分鐘
- 4/4X往華富邨或43X往華貴邨 → 46X往田灣邨，次程車資全免，轉乘時限為90分鐘

46X←→2A、8、8P、720/720A/720P、722，次程可獲$1折扣優惠，轉乘時限為90分鐘
- 46X往灣仔 → 2A往耀東邨、2X往筲箕灣、8往杏花邨、8P往小西灣、720/720A往嘉亨灣、720P往太古城或722往耀東邨
- 2A、2X、8、8P往灣仔碼頭、720/720P往中環、720A往政府總部或722往中環碼頭 → 46X往田灣邨

46X←→A10
- 46X往灣仔 → A10往機場，回贈首程車資，轉乘時限為90分鐘
- A10往鴨脷洲邨 → 46X往田灣邨，次程車資全免，轉乘時限為120分鐘

## 使用車輛
本線主要使用丹尼士飛鏢SLF（20xx）單層巴士及丹尼士禿鷹空調（DA）雙層巴士行走。

## 行車路線
經：田灣街、田灣山道、天橋、田灣海傍道、華貴邨巴士總站、田灣海傍道、石排灣道、薄扶林道、山道天橋、干諾道西天橋、林士街天橋、干諾道中、畢打街隧道、干諾道中、夏愨道、告士打道、菲林明道、港灣道、分域碼頭街、天橋、夏愨道、天橋、干諾道中、林士街天橋、干諾道西、西邊街、薄扶林道、石排灣道及田灣街。

### 沿線車站
| 田灣邨開                                                               | 田灣邨開                       | 田灣邨開             |
| 序號                                                                   | 車站名稱                       | 位置                 |
| ---------------------------------------------------------------------- | ------------------------------ | -------------------- |
| 1                                                                      | 田灣邨                         | 田灣邨公共運輸交匯處 |
| 2                                                                      | 保良局慧妍雅集書院             | 田灣山道             |
| 田灣山道天橋                                                           |                                |                      |
| 3                                                                      | 華貴邨                         | 華貴邨巴士總站       |
| 4                                                                      | 牛奶公司冰廠及冷房             | 田灣海傍道           |
| 5                                                                      | 華富道                         | 石排灣道             |
| 6                                                                      | 余振強紀念第二中學             | 薄扶林道             |
| 7                                                                      | 薄扶林村                       | 薄扶林道             |
| 8                                                                      | 薄扶林水塘道                   | 薄扶林道             |
| 9                                                                      | 嘉林閣                         | 薄扶林道             |
| 10                                                                     | 心光學校                       | 薄扶林道             |
| 11                                                                     | 瑪麗醫院                       | 薄扶林道             |
| 12                                                                     | 香港華人基督教聯會薄扶林道墳場 | 薄扶林道             |
| 13                                                                     | 摩星嶺道                       | 薄扶林道             |
| 14                                                                     | 富林苑                         | 薄扶林道             |
| 15                                                                     | 蒲飛路                         | 薄扶林道             |
| 16                                                                     | 何東夫人堂                     | 薄扶林道             |
| 17                                                                     | 山道                           | 薄扶林道             |
| 山道天橋；林士街天橋、干諾道西天橋、干諾道中（畢打街隧道）、夏慤道天橋 |                                |                      |
| 18                                                                     | 香港演藝學院                   | 告士打道             |
| 19                                                                     | 中環廣場                       | 港灣道               |
| 20                                                                     | 瑞安中心                       | 港灣道               |
| 夏慤道天橋                                                             |                                |                      |
| 21                                                                     | 皇后像廣場                     | 干諾道中             |
| 22                                                                     | 砵典乍街                       | 干諾道中             |
| 林士街天橋                                                             |                                |                      |
| 23                                                                     | 高樂花園                       | 干諾道西             |
| 24                                                                     | 李陞小學                       | 薄扶林道             |
| 25                                                                     | 香港大學西閘                   | 薄扶林道             |
| 26                                                                     | 何東夫人堂                     | 薄扶林道             |
| 27                                                                     | 蒲飛路                         | 薄扶林道             |
| 28                                                                     | 薄扶林遊樂場                   | 薄扶林道             |
| 29                                                                     | 香港華人基督教聯會薄扶林道墳場 | 薄扶林道             |
| 30                                                                     | 瑪麗醫院                       | 薄扶林道             |
| 31                                                                     | 心光學校                       | 薄扶林道             |
| 32                                                                     | 明德村                         | 薄扶林道             |
| 33                                                                     | 薄扶林水塘道                   | 薄扶林道             |
| 34                                                                     | 薄扶林村                       | 薄扶林道             |
| 35                                                                     | 余振強紀念第二中學             | 薄扶林道             |
| 36                                                                     | 華富道                         | 石排灣道             |
| 37                                                                     | 田灣街                         | 石排灣道             |
| 38                                                                     | 明愛張奧偉國際賓館             | 田灣街               |
| 39                                                                     | 田灣邨                         | 田灣邨公共運輸交匯處 |

## 營運狀況
此路線車費較高，未能吸引乘客選乘。即使後來改為去程不經中上環，及回程不入軒尼詩道，縮短行車時間，但覆蓋面也同時變小，對客量無甚幫助。最終新巴先於2010年4月17日起，將此路線改為只於上午繁忙時間行走，其餘時間的服務由改道後的43X線取代；再於2015年5月17日起，以港鐵西港島綫全綫通車為由停辦此路線。

## 外部連結
- 城巴/新巴網頁－新巴46X線 （页面存档备份，存于）
- 681巴士總站－新巴46X線 （页面存档备份，存于）